# با اشک‌های گرمم
با اشک‌های گرمم (آلمانی: Mit meinen heißen Tränen) فیلمی زندگی‌نامه‌ای دربارهٔ زندگی فرانتس شوبرت است که در سال ۱۹۸۶ منتشر شد. اودو سامل بابت نقش‌آفرینی در این فیلم نامزد دریافت جایزه فیلم اروپا بهترین بازیگر نقش اول مرد شد.

## گزیدهٔ بازیگران
- اودو سامل در نقش فرانتس شوبرت
- گابریل باریلی در نقش موریتز فون شویند
- کریستیان آلتنبورگر در نقش یوهان اشتراوس
- دانیل اولبریخسکی
- وویچیخ پشونیاک
- تراوگوت بوره
- مایا کوموروفسکا
- مونیکا بلایبتروی